# Placodiscus resendeanus
Placodiscus resendeanus là một loài thực vật có hoa trong họ Bồ hòn. Loài này được Exell & Mendonça miêu tả khoa học đầu tiên năm 1952.